# Tone Anne Alvestad Seland
Pour les articles homonymes, voir Seland.
Tone Anne Alvestad Seland, née le 26 février 1967, est une ancienne handballeuse internationale norvégienne qui évoluait au poste d'arrière.
Avec l'équipe de Norvège, elle participe au championnat du monde 1990. 
Durant sa carrière, elle a notamment porté les couleurs du Gjerpen Håndball.

## Palmarès

### Sélection nationale
championnat du monde 
- 6e place du championnat du monde 1990